# Macrogomphus lankanensis
Macrogomphus lankanensis é uma espécie de libelinha da família Gomphidae.
É endémica de Sri Lanka.
Os seus habitats naturais são: rios e terras irrigadas.
Está ameaçada por perda de habitat.